# Iracema Arditi
Pour les articles homonymes, voir Arditi.
Iracema Arditi, née le 1er février 1924 à São Paulo et morte le 4 octobre 2006 dans la même ville, est une peintre brésilienne.

## Biographie
Iracema Arditi a créé le musée d'art naïf Musée du Soleil (pt) à São Paulo en 1972, musée actuellement situé à Penápolis.
Elle reçoit la croix de Chevalier des Arts et Lettres en 1985,. 

## Quelques œuvres
- Fleur d'eau, musée du Vieux Château à Laval[3]
- La fête aux papillons, Fonds d’Art Contemporain Insalien[4]
- Rio sobrenatural, musée du Vieux Château à Laval, collection d'art naïf[5]